# Beach Park
Beach Park – wieś w Stanach Zjednoczonych, w stanie Illinois, w hrabstwie Lake.